# Alexis Kohler

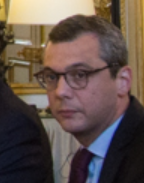
Alexis Kohler

Alexis Kohler (Straatsburg, 16 november 1972) is een Frans ambtenaar en secretaris-generaal van het Élysée.

## Levensloop
Hij is de zoon van ambtenaar Charles Kohler en advocaat Sola Hakim. Hij studeerde in 1993 af in de politieke en sociale wetenschappen aan Sciences Po en aan de École supérieure des sciences économiques et commerciales met een diploma in de economische wetenschappen. Hij studeerde in 1998-2000 aan de École nationale d'administration (ENA). 
Hij begon zijn loopbaan bij de directie-generaal van de Franse schatkist. Vervolgens werd hij gedetacheerd naar verschillende instellingen: het Internationaal Monetair Fonds en in het Agentschap van de overheidsparticipaties.
In 2012 werd hij kabinetsdirecteur bij de minister van Economie, Pierre Moscovici, en bleef in dezelfde functie bij Emmanuel Macron, die in augustus 2014 de opvolging nam. Toen deze laatste in augustus 2016 ontslag nam, werd Kohler financieel directeur in Genève van de Compagnie de fret maritime italienne.
Hij bleef verder contact houden met Macron en de beweging En Marche die Macron oprichtte. Hij werd opnieuw Macrons discrete rechterhand en kreeg de opdracht om, na de verkiezingen van 7 mei, de overdracht van bevoegdheden voor te bereiden, in afspraak met de aftredende secretaris-generaal. Op 14 mei 2017 werd hij benoemd tot secretaris-generaal bij president Macron op het Elysée.